# جون بولينجتون
جون بولينجتون (بالإنجليزية: John Bollington)‏ (1892 في المملكة المتحدة - 1965) هو مدرب كرة قدم ولاعب كرة قدم بريطاني (وحمل سابقاً جنسية المملكة المتحدة لبريطانيا العظمى وأيرلندا) في مركز نصف الجناح. لعب مع برايتون أند هوف ألبيون ونادي ساوثيند يونايتد ونادي والسول.